# Anglická hokejová reprezentace
Anglická hokejová reprezentace je národní hokejové mužstvo Anglie. Anglie není členem Mezinárodní federace ledního hokeje ani Mezinárodního olympijského výboru a nemůže se proto účastnit mistrovství světa ani zimních olympijských her (angličtí hokejisté mohou na těchto soutěžích startovat pouze za Velkou Británii), je však vítězem ME 1910.

## Mezistátní utkání Anglie
23.01.1909  Anglie 3:0 Švýcarsko 
24.01.1909  Anglie 11:0 Čechy 
25.01.1909  Anglie 4:0 Belgie 
25.01.1909  Anglie 2:1 Francie 
26.03.1909  Anglie 11:1 Skotsko 
10.01.1910  Belgie 1:1 Anglie 
10.01.1910  Anglie 1:0 Německo 
11.01.1910  Anglie 5:1 Švýcarsko 
??.02.1910  Skotsko 6:1 Anglie 
13.01.1911  Anglie 13:0 Belgie 
13.01.1911  Německo 5:4 Anglie 
14.01.1911  Anglie 8:1 Švýcarsko 
17.01.1911  Německo 9:2 Anglie 
18.01.1911  Belgie 8:1 Anglie 
18.01.1911  Francie 5:0 Anglie 
21.02.1913  Anglie 8:1 Švýcarsko 
22.02.1913  Anglie 2:0 Francie 
23.02.1913  Německo 2:1 Anglie 
23.02.1913  Čechy 3:0 Anglie 
16.01.1914  Anglie 16:0 Belgie 
18.01.1914  Anglie 12:0 Švýcarsko 
18.01.1914  Anglie 5:1 Německo 
20.01.1914  Anglie 3:2 Německo 
21.01.1914  Anglie 3:0 Francie 
22.01.1914  Anglie 9:2 Čechy 
13.03.1929  Anglie 8:3 Švýcarsko 
31.03.1930  Francie 2:2 Anglie 
04.04.1930  Francie 5:0 Anglie 
13.11.1930  Německo 3:2 Anglie 
16.11.1930  Německo 1:1 Anglie 
12.10.1931  Anglie 5:4 Německo 
13.10.1931  Německo 13:0 Anglie 
10.11.1931  Francie 2:0 Anglie 
12.11.1931  Anglie 2:1 Francie 
12.12.1931  Anglie 2:0 Skotsko 
21.10.1932  Francie 9:4 Anglie 
23.10.1932  Francie 3:2 Anglie 
06.11.1932  Německo 4:2 Anglie 
16.03.1933  Kanada 4:1 Anglie 
20.03.1933  USA 5:0 Anglie 
22.03.1933  Kanada 5:2 Anglie 
29.03.1933  USA 5:2 Anglie 
14.04.1933  Anglie 4:0 Skotsko 
15.04.1933  USA 4:2 Anglie 
11.10.1933  Anglie 1:0 Rakousko 
16.03.1935  Anglie 6:3 Skotsko 
16.03.1936  Skotsko 1:1 Anglie 
14.03.1946  Švédsko 14:2 Anglie 
08.12.1947  Anglie 4:2 Skotsko 
09.12.1947  Anglie 9:2 Skotsko 
10.02.1950  Skotsko 12:1 Anglie 
11.02.1950  Skotsko 6:1 Anglie 
25.01.1952  Kanada 14:0 Anglie 
26.01.1952  Francie 4:3 Anglie 
30.01.1953  Skotsko 2:1 Anglie 
31.01.1953  Skotsko 6:2 Anglie 
04.02.1955  USA 8:2 Anglie 
13.01.1960  Anglie 4:3 Skotsko 
13.02.1960  Anglie 10:1 Skotsko 
14.02.1960  Skotsko 4:0 Anglie 
04.02.1961  Skotsko 7:3 Anglie 
05.02.1961  Skotsko 3:3 Anglie 
11.02.1961  Skotsko 7:1 Anglie 
12.02.1961  Skotsko 6:2 Anglie 
13.01.1962  Skotsko 8:4 Anglie 
20.01.1962  Skotsko 8:6 Anglie 
21.01.1962  Skotsko 8:8 Anglie 
15.02.1969  Skotsko 11:5 Anglie 
16.02.1969  Skotsko 7:3 Anglie 
17.05.1970  Anglie 7:5 Skotsko 
06.10.1970  Skotsko 7:4 Anglie 
21.11.1971  Skotsko 6:4 Anglie 
28.01.1973  Skotsko 7:4 Anglie 
03.02.1973  Skotsko 5:5 Anglie 
15.11.1974  Anglie 5:3 Skotsko 
16.11.1974  Anglie 10:3 Skotsko 
17.11.1974  Anglie 9:6 Skotsko 
23.11.1975  Skotsko 8:6 Anglie 
04.12.1976  Anglie 8:6 Skotsko 
12.12.1976  Skotsko 7:5 Anglie 
17.12.1977  Skotsko 15:4 Anglie 
28.01.1978  Anglie 8:6 Skotsko 
13.10.1978  Skotsko 6:5 Anglie 
14.10.1978  Španělsko 9:5 Anglie 
28.09.1979  Anglie 15:2 Belgie 
29.09.1979  Španělsko 5:5 Anglie 
30.09.1979  Skotsko 6:2 Anglie 
02.02.1980  Skotsko 8:1 Anglie 
23.02.1980  Skotsko 6:5 Anglie 
19.04.1980  Skotsko 14:1 Anglie 
20.04.1980  Anglie 6:4 Skotsko 
03.05.1980  Skotsko 13:2 Anglie 
28.12.1980  Skotsko 7:6 Anglie 
02.05.1981  Skotsko 12:3 Anglie 
27.02.1983  Anglie 9:3 Skotsko 
13.05.1984  Skotsko 7:4 Anglie 
28.12.1991  Anglie 7:6 Skotsko 
30.01.1993  Skotsko 5:4 Anglie 